# В света на динозаврите
„В света на динозаврите“ (на английски: Walking with Dinosaurs) е 3D игрално-компютърно-анимационен семеен филм от 2013 година, разказващ историята на динозаврите, живели преди 70 милиона години. Продукцията включва компютърно-анимационните динозаври с екшън на живо сцени с актьорите Джъстин Лонг, Джон Легуизамо, Тия Сиркар и Скайлър Стоун, които озвучават във филма. Режисиран е от Нийл Найтингейл и Бари Кук по сценарий на Джон Коли.
Филмът е продуциран от BBC Earth и Evergreen Films, който е озаглавен след едноименния документалния минисериал от 1999 г., излъчван по BBC. Филмът, с бюджет от 80 милиона долара в САЩ, филмът е един от най-големите независими продукции по това време. Финансиран е от Reliance Big Entertainment и IM Global вместо специално студио. Специалността на правата за разпространение са продадени от 20th Century Fox. Екипът на филма засне места в американския щат на Аляска и Нова Зеландия. Animal Logic направи дизайна на компютърно-анимационните динозаври.
Премиерата на филма е на 14 декември 2013 г. в Международния филмов фестивал в Дубай. Пуснат е по кината в 2D и 3D на 20 декември 2013 г.

## Актьорски състав
Гласове на съществата
- Джъстин Лонг – Пахи
- Тия Сиркар – Хвойна
- Джон Легуизамо – Алекс
- Скайлър Стоун – Чумер

Човеци от днешния ден
- Карл Ърбан – Чичо Зак
- Чарли Роу – Рик
- Ангури Райс – Джейд

## В България
В България филмът е пуснат по кината на същата дата от Александра Филмс със синхронен дублаж в превод на Тония Микова.